# Cellulit

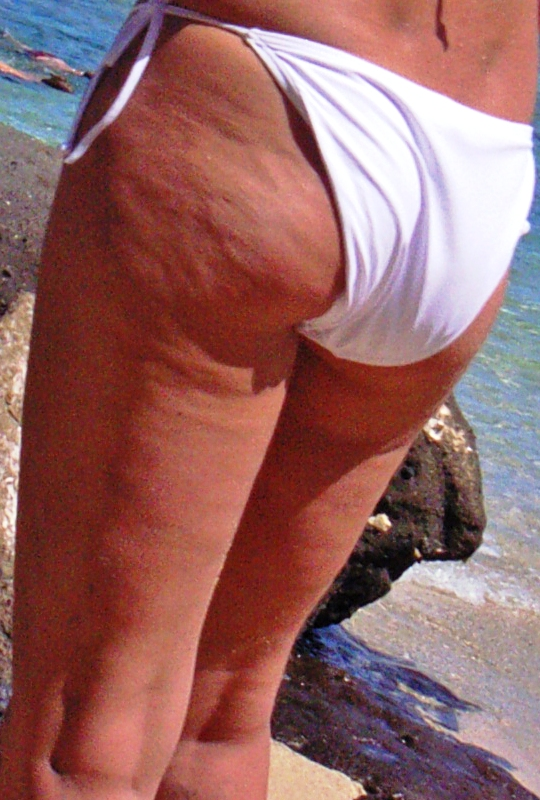
Cellulit na pośladkach i udach

Cellulit – nierównomierne rozmieszczenie tkanki tłuszczowej, występujące razem z obrzękowo-włóknistymi zmianami tkanki podskórnej. Pojawia się po okresie dojrzewania, nasila się w ciąży, menopauzie i w zaburzeniach hormonalnych. Efektem jest nierówna i pofałdowana powierzchnia skóry ud, bioder, kolan, pośladków, ramion i sutków. Na skórze tych partii ciała mogą być widoczne guzki i zgrubienia, czasami mogą one powodować ból.
Zmiany występują przede wszystkim wśród kobiet i młodych dziewcząt i powodowane są prawdopodobnie przez nadmiar estrogenów w ich organizmie. Cellulit rzadko występuje u mężczyzn.

## Objawy i charakterystyka
Objawy cellulitu dzieli się na dwie grupy:
- objawy subiektywne – zgłaszane przez pacjentów, najczęściej dotyczą uczucia ciężkości, nadmiernego napięcia kończyn dolnych, a także skurczy, parestezji i mrowienia. Okresowo może występować nagły ból o niewielkim nasileniu.
- objawy zauważalne przez lekarza – widoczny efekt skórki pomarańczowej i objaw materacowy. Występują nierówności i pofałdowania  powierzchni skóry, a także rozstępy oraz zmiany  w zakresie nadmiernej pigmentacji skóry. Badania mogą ujawnić obrzęk tkanki podskórnej, mikrowynaczynienia, a także żylaki i zmiany troficzne w tkankach skóry.

## Rodzaje
Wyróżniamy dwa rodzaje cellulitu:
- twardy, inaczej wodny
- miękki, tłuszczowy, spotykany u osób mało aktywnych, które straciły na wadze

## Mechanizmy tworzenia się cellulitu
Podstawowe mechanizmy tworzenia się cellulitu:
- nadmierne gromadzenie się wody w macierzy międzykomórkowej z następczym obrzękiem tkanki podskórnej;
- niekorzystne zmiany w mikrokrążeniu tkankowym;
- odmienna struktura anatomiczna tkanek uzależniona od płci.

## Klasyfikacja
Wyróżnia się cztery stopnie rozwoju cellulitu, związane ze zmianami termograficznymi, klinicznymi i histopatologicznymi:
- stadium I – zmniejszenie elastyczności skóry
- stadium II – zmniejszenie elastyczności skóry, bladość cery, ujemny wynik testu uszczypnięcia
- stadium III – zmniejszenie elastyczności skóry, bladość cery, miejscowo dodatni wynik testu uszczypnięcia, drobne grudki, efekt skórki pomarańczowej
- stadium IV – zmniejszenie elastyczności skóry, bladość cery, wyraźnie dodatni wynik testu uszczypnięcia, większe grudki.

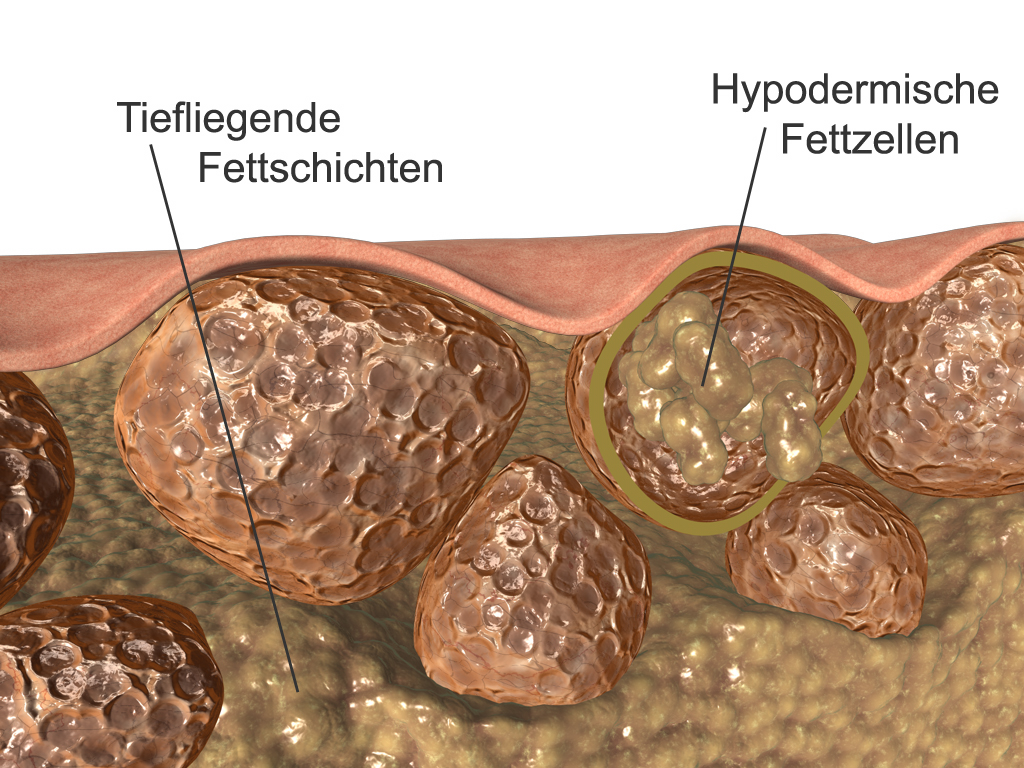
Zmiany tkanki podskórnej. Legenda: Tieflegende Fettschichten – jednorodna warstwa tłuszczu położona głęboko pod skórą; Hypodermische Fettzellen – pojedyncze komórki tłuszczowe

## Leczenie
W leczeniu dąży się do poprawy mikrokrążenia, lipolizy i odbudowy skóry. Stosowane są zabiegi medyczne – mezoterapia igłowa, lipoliza, liposukcja – oraz kosmetyczne: mezoterapia bezigłowa, masaż podciśnieniowy (endermologia), jonoforeza, ultradźwięki, elektrostymulacja, drenaż limfatyczny, krioterapia.